# Sullah Upazila
Sullah Upazila är ett underdistrikt i Bangladesh. Det ligger i den nordöstra delen av landet, 140 km nordost om huvudstaden Dhaka.
Trakten runt Sullah Upazila består till största delen av jordbruksmark. Runt Sullah Upazila är det tätbefolkat, med 397 invånare per kvadratkilometer.